# Gabriela Adameșteanu
Gabriela Adameșteanu (Târgu Ocna, 2 d'abril de 1942) és una novel·lista, periodista, assagista i traductora romanesa.
És reconeguda per les novel·les Drumul egal al fiecarei zile ('El camí igual de tots els dies', 1975) i Dimineața pierdută ('Un matí perdut' 1983) així com pel seu activisme en suport a la societat civil i per ser membre del Grup pel Diàleg Social i editora de la Revista 22, de caràcter polític i cultural.
Com a traductora ha traduït al romanès les obres d'Hector Bianciotti o de Guy de Maupassant, entre d'altres.